# Lipotriches aurata
Lipotriches aurata är en biart som först beskrevs av Charles Thomas Bingham 1897.  Lipotriches aurata ingår i släktet Lipotriches och familjen vägbin. Inga underarter finns listade i Catalogue of Life.